# 平出修
平出修（1878年4月3日—1914年3月17日）是一位日本作家，出生於日本新潟縣中蒲原郡石山村（現新潟市）。

## 作品
- 定本平出修集(共三卷)